# Liberal international orden
|  | Maskinoversættelse og/eller tvivlsomt indhold Denne sides indhold bærer præg af at være en maskinoversættelse og/eller meget dårligt og uklart formuleret. Det vurderes at sproget er så dårligt og eventuelt forkert eller til at misforstå, at det bør omskrives eller oversættes på ny. Du kan hjælpe med at oversætte til korrekt dansk i denne og lignende artikler. Hvis dette ikke sker inden for kort tid, kan en sletning komme på tale. Se evt. denne sides diskussionsside eller i artikelhistorikken. |

Den liberale internationale orden (LIO) er en international orden, der beskriver et sæt globale, regelbaserede, strukturerede relationer baseret på politisk liberalisme, økonomisk liberalisme og liberal internationalisme siden slutningen af 1940'erne. Mere specifikt indebærer den liberale internationale orden et internationale samarbejde gennem multilaterale institutioner (som De Forenede Nationer, Verdenshandelsorganisationen og Den Internationale Valutafond). Den liberale internationale orden udgøres af menneskelig lighed (frihed, retsstatsprincipper og menneskerettigheder), åbne markeder, kollektiv sikkerhed - og fremmer liberalt demokrati og monetært samarbejde. Ordenen blev etableret i kølvandet på Anden Verdenskrig, ledet i vid udstrækning af USA.
Naturen af den liberale internationale orden, såvel som dens eksistens, er blevet diskuteret af forskere. LIO er blevet krediteret for at udvide frihandel, øge kapitalmobilitet, udbrede demokrati, fremme menneskerettigheder og i fællesskab forsvare Vesten fra Sovjetunionen. LIO lettede et hidtil uset samarbejde mellem staterne i Nordamerika, Vesteuropa og Japan. Over tid lettede LIO udbredelsen af økonomisk liberalisme til resten af verden, samt hjalp med at konsolidere demokratiet i tidligere fascistiske eller kommunistiske lande.
Oprindelsen af LIO er almindeligvis blevet identificeret til at være i 1940'erne, normalt begyndende i 1945. John Mearsheimer har afvist dette synspunkt og hævder, at LIO først opstod efter afslutningen af den kolde krig. Grundlæggende medlemmer af LIO omfatter staterne Nordamerika, Vesteuropa og Japan; disse stater danner et sikkerhedsfællesskab. LIO'ens egenskaber har varieret over tid. Nogle forskere henviser til en koldkrigsvariation af LIO og en variant efter den kolde krig. Den kolde krigs variation var primært begrænset til Vesten og indebar svage globale institutioner, hvorimod variationen efter den kolde krig var verdensomspændende og indebar globale institutioner med "påtrængende" beføjelser.
Aspekter af LIO udfordres internt i liberale stater af populisme, protektionisme og nationalisme. Forskere har hævdet, at indlejret liberalisme (eller logikken i den dobbelte bevægelse) er nøglen til at opretholde offentlig støtte til LIO's planker; nogle forskere har rejst spørgsmål om, hvorvidt aspekter af indlejret liberalisme er blevet undermineret, hvilket har ført til et tilbageslag mod LIO.
Udadtil er LIO udfordret af autoritære stater, illiberale stater og stater, der er utilfredse med deres roller i verdenspolitik. Kina og Rusland er blevet karakteriseret som fremtrædende udfordrere til LIO. Nogle forskere har hævdet, at LIO indeholder selvunderminerende aspekter, der kan udløse tilbageslag eller kollaps.